# Фіделіті (Іллінойс)
Фіделіті (англ. Fidelity) — селище (англ. village) в США, в окрузі Джерсі штату Іллінойс. Населення — 96 осіб (2020).

## Географія
Фіделіті розташоване за координатами 39°9′17″ пн. ш. 90°9′51″ зх. д. / 39.15472° пн. ш. 90.16417° зх. д. (39.154621, -90.164239).  За даними Бюро перепису населення США в 2010 році селище мало площу 0,28 км², уся площа — суходіл.

## Демографія
Згідно з переписом 2010 року, у селищі мешкало 114 осіб у 44 домогосподарствах у складі 34 родин. Густота населення становила 401 особа/км².  Було 54 помешкання (190/км²).
Расовий склад населення:
| - 95,6 % — білих |

До двох чи більше рас належало 4,4 %. Частка іспаномовних становила 0,0 % від усіх жителів.
За віковим діапазоном населення розподілялося таким чином: 20,2 % — особи молодші 18 років, 69,3 % — особи у віці 18—64 років, 10,5 % — особи у віці 65 років та старші. Медіана віку мешканця становила 39,0 року. На 100 осіб жіночої статі у селищі припадало 107,3 чоловіків;  на 100 жінок у віці від 18 років та старших — 102,2 чоловіків також старших 18 років.
Середній дохід на одне домашнє господарство  становив 27 096 доларів США (медіана — 22 188), а середній дохід на одну сім'ю — 24 542 долари (медіана — 21 250). За межею бідності перебувало 36,8 % осіб, у тому числі 64,9 % дітей у віці до 18 років та 0,0 % осіб у віці 65 років та старших.
Цивільне працевлаштоване населення становило 33 особи. Основні галузі зайнятості: роздрібна торгівля — 30,3 %, освіта, охорона здоров'я та соціальна допомога — 24,2 %, оптова торгівля — 15,2 %, мистецтво, розваги та відпочинок — 15,2 %.